# Mouvement de conscience noire
Pour les articles homonymes, voir BCM.
Le Mouvement de conscience noire (en anglais : Black Consciousness Movement ou BCM) est en Afrique du Sud un courant de pensée proche du nationalisme noir et du panafricanisme, à la recherche d'une démarche exclusivement noire pour sortir du système d'apartheid. Il est fondé par Steve Biko, l'un des organisateurs des manifestations non-violentes de Soweto en 1976. Réprimées par la police, celles-ci donnent lieu ensuite à des émeutes, à l'issue desquels Biko est arrêté, torturé et tué.

## Histoire
Ce mouvement social  fait son apparition après le massacre de Sharpeville, en 1960, à la suite duquel la direction du Congrès national africain (ANC) et du Congrès panafricain d'Azanie sont  décimés, la plupart des dirigeants étant soit morts, soit emprisonnés. Il est proche du christianisme, et notamment de l'University Christian Movement (UCM, Mouvement chrétien universitaire) fondé lors d'un meeting de l'Église anglicane, en 1966, alors dirigée par l'archevêque Robert Selby Taylor.
En 1968, le militant Steve Biko se prononce en faveur d'universités exclusivement noires. Offusqué par la part trop importante que prennent les blancs libéraux dans les mouvements anti-apartheid, Biko prend alors le parti de privilégier l'aspect africain des revendications des militants noirs. Le SASO (Congrès des étudiants d'Afrique du Sud) est fondé en décembre 1968, lors d'une conférence dans un lycée appartenant à l'Église catholique romaine. Le SASO opère  une scission avec la NUSAS (la National Union of South African Students, ou Syndicat national des étudiants sud-africains), qui est tenu  par des étudiants blancs de gauche.
Pour les partisans de cette philosophie, l'Afrique appartient aux africains, c’est-à-dire à ceux du continent. Les Blancs peuvent y avoir leur place mais c'est aux Noirs d'en prendre la direction. Sur le plan religieux, le Black Consciousness Movement se prolongeait dans la Black theology (théologie noire), elle-même influencée par la théologie de la libération, et qui fait alors son apparition aux États-Unis. Les réformes de Vatican II permettent au clergé officiel d'Afrique du Sud de s'impliquer plus avant dans la lutte pour les droits civiques des Noirs. Le mouvement considère  les Africains du Sud d'origine indienne comme faisant partie intégrante du « peuple noir ».
Influencé par la pensée de W.E.B. DuBois, Marcus Garvey, Alain Locke, Frantz Fanon et les penseurs de la Négritude Aimé Césaire et Léopold Sédar Senghor, Steve Biko reprend  et développe cette doctrine en adaptant le slogan des Black Panthers américaines « black is beautiful », préconisant que les Noirs doivent  croire en leurs capacités et prendre en main leur destinée. Il distingue ainsi deux phases d'émancipation, la « libération psychologique », visant à redonner une dignité au peuple noir, et la « libération physique ». Attentif à la pensée de Gandhi et de Martin Luther King, Biko utilise  des techniques de non-violence, mais plus en tant que moyen stratégiquement efficace de lutte face à l'appareil répressif de l'État ségrégationniste que par conviction pacifiste.
C'est sur cette base qu'est fondée en 1973 les Black Community Programmes (BPC), un réseau d'entraide sociale pour Noirs par des Noirs, idéologiquement proche du Black Panther Party et du Parti africain pour l'indépendance de la Guinée et du Cap-Vert (PAIGC) d'Amilcar Cabral. En 1977, l'activiste non-violent Steve Biko est  assassiné par la police sud-africaine, ce qui pousse l'éditeur blanc Donald Woods à s'exiler en soutien à la cause, et à publier un livre intitulé Biko et exposant l'assassinat. Un mois après la mort de Biko, le gouvernement déclare  illégal 17 organisations proches du Black consciousness movement.
Contraint à la clandestinité, le mouvement continue à faire des réunions, auxquelles participent Desmond Tutu, futur Prix Nobel de la paix, qui fait le prêche lors des funérailles de Biko. En 1978, les BPC s'associent à  d'autres organisations pour former l'AZAPO, parti politique rival de l'ANC, qui détient depuis 2004 deux sièges à l'Assemblée.
Dans les années 1980, beaucoup de membres du mouvement se sont joints au Front démocratique uni, une coalition de 400 associations formée pour lutter contre le Parlement tricaméral.

## Black consciousnessaujourd'hui
La pensée de la conscience noire est  largement diffusée dans tous les secteurs de la population noire d'Afrique du Sud, s'étendant bien au-delà des seules organisations comme le PAC ou la BPC (Black People Convention) fondée en 1972 par Biko.

## Membres importants
- Steve Biko (fondateur)
- Bennie Khoapa
- Barney Pityana
- Mapetla Mohapi
- Mamphela Ramphele
- Malusi Mpumluana
- Shamima Shaikh (féministe musulmane, membre de l'AZAPO de 1984 à 1986)
- Mthuli ka Shezi
- Thamsanga Mnyele - artiste
- Barney Simon - fondateur du Market Theatre
- Thenjiwe Mtintso

## Groupes associés
- Organisation du peuple azanien (AZAPO)
- Black Allied Worker's Union
- Black People's Convention
- Neo Black Movement of Africa
- Socialist Party of Azania (SOPA)
- South African Student Organization